# Bernat Solà Pujol
Bernat Solà Pujol (Mataró, 1965) és un saltador amb esquís català.

## Carrera esportiva
Bernat Solà va guanyar la copa del rei de salts d'esquí de 1984. Va participar en els Jocs Olímpics d'hivern de 1984 i de 1988, als Campionats del Món d'esquí nòrdic de 1985, 1987 i 1989, i al Campionat del Món de salts d'esquí de 1990. Manté el rècord d'Espanya amb un salt de 141,0 metres aconseguit l'any 1986 a Tauplitz.
La seva millor marca a la Copa del Món va ser el 14è lloc aconseguit a Sapporo a la Copa del Món 1986-87. Va ser l'única vegada que un català puntuava a la Copa del Món de salts d'esquí.